# 毛茎多脉楼梯草
毛茎多脉楼梯草（学名：Elatostema pseudoficoides var. pubicaule）为荨麻科楼梯草属下的一个变种。

## 扩展阅读
- 維基物種上的相關：毛茎多脉楼梯草